# 春秋楼 (许昌)
34°01′38″N 113°49′39″E / 34.02722°N 113.82750°E
春秋楼位于中华人民共和国河南省许昌市魏都区文庙前街，与许昌文庙毗邻，2000年被列为河南省文物保护单位。
春秋楼原为许昌城内的关帝庙，原建筑仅存春秋楼，现重建有山门和关圣殿等建筑。

## 图片
- 山门
- 春秋楼
- 春秋楼
- 关圣殿
- 关圣殿
- 东院园林